# Хювяринен, Ээро Юхо
Ээро Юхо Хювяринен (фин. Eero Juho Hyvärinen; 27 апреля 1890, Контиолахти, Куопиоская губерния — 27 мая 1973, Лахти, Хяме) — финский гимнаст, серебряный призёр летних Олимпийских игр 1912 года в командном первенстве по произвольной системе. Младший брат Микко Хювяринена, также гимнаста и серебряного призёра Олимпийских игр 1912 года в той же программе выступлений.